# Майкл Вайс
Майкл Вайс (англ. Michael Weiss; нар. 31 травня 1980, Нью-Йорк, Нью-Йорк, США) — американський журналіст і письменник. Редактор журналу New Lines, старший кореспондент Yahoo! News, директор спеціальних розслідувань фонду «Вільна Росія» та співавтор книги «ІДІЛ: Всередині армії терору».

## Життєпис

### Ранні роки
Народився 31 травня 1980 року в єврейській родині. Навчався в державній середній школі Таунсенд Гарріс у Флашинг, Квінз, штат Нью-Йорк, яку закінчив у 1998 році. У 2002 році закінчив Дартмутський коледж, отримавши ступінь бакалавра історії.

### Кар'єра
У 2010 році Вайс розкритикував прем'єр-міністра Великобританії Девіда Камерона після того, як той під час виступу в Анкарі назвав Сектор Гази «табором для ув'язнених». Вайс написав, що тодішній прем'єр-міністр Туреччини Реджеп Ердоган «є людиною, якій Девід Кемерон намагався догодити... Жорстока окупація Кіпру, підкорення курдської меншини у всьому, від політики до лінгвістики, і постійне заперечення геноциду вірмен — це, очевидно, сумісні з Маастрихтом ініціативи нового британського прем'єр-міністра».
У 2012 році Вайс займав посаду співголови Центру досліджень Росії при трансатлантичному аналітичному центрі зовнішньої політики «Товариство Генрі Джексона» (англ. Henry Jackson Society; HJS).
У листопаді 2014 року опублікував спеціальну доповідь у своєму онлайн-журналі The Interpreter, в якій звинуватив Росію у проведенні кампаній пропаганди та дезінформації. Доповідь Вайса містила рекомендації щодо того, як протистояти російській пропаганді, включаючи створення «міжнародно визнаної системи рейтингів дезінформації». Ці рекомендації були розкритиковані в статті Джеймса Кардена (виконавчого директора лобістської організації «Американський комітет за згоду між Сходом і Заходом») у виданні The Nation як «цензурна кампанія».
У березні 2015 року в статті, написаній у співавторстві з Майклом Преджентом, Вайс звинуватив підтримувані Іраном іракських шиїтських ополченців у скоєнні численних звірств проти сунітського цивільного населення в ході війни проти Ісламської держави, зокрема «спалення людей живцем у їхніх будинках, гру у футбол відрубаними людськими головами, а також етнічні чистки і зрівняння з землею цілих сіл». Вайс і Преджент припустили, що «шиїтські ополченці Ірану не набагато кращі за Ісламську державу».
У 2015 році вийшла книга «ІДІЛ: Всередині армії терору», написана Вайсом у співавторстві з Хасаном Хасаном.
У 2016 році Вайс назвав Росію терористичною державою і сказав, що «російську корупцію називають одним з головних експортних товарів країни».
Приєднався до CNN у квітні 2017 року.
Висвітлював війну Росії проти України, працюючи в Бородянці у 2022 році і називаючи російсько-українську війну «не звичайною», «актом дикості, чистої патологічної ненависті».
20 жовтня 2023 року The Insider випустило спільне розслідування Вайса, Христо Грозева та Романа Доброхотова про диверсійну роботу російського підрозділу ГРУ 29155, очолювану генералом Авер'яновим, в Європі у 2011, 2012 і 2015 роках, направлену зокрема проти Грузії і України. У 2024 році Вайс випустив статтю, де розкрив одного з аналітиків Міністерства оборони Сергія Пітерських, причетного до діяльності групи підрозділу ГРУ 29155.
Станом на 2023 рік Вайс є головним редактором онлайн-журналу Interpreter, який перекладає та аналізує російські новини, а також редактором The Daily Beast. 
Вайс готує до публікації книгу про ГРУ («The Glass House: How Russia's Military Intelligence Agency, the GRU, Changed the World»), вихід якої планується в 2025 році.